# John Wiley
John Walter Edington Wiley (Kaapstad 7 februari 1927 - Vishoek 29 maart 1987) was een Zuid-Afrikaans cricketspeler voor universiteitsteams en politicus. Hij was de enige Engelstalige minister in het tweede kabinet Botha (1984-1987). Op 29 maart 1987 pleegde hij middels een pistoolschot in het hoofd zelfmoord. De aanleiding voor de zelfmoord is nooit opgehelderd.

## Biografie
John Wiley werd geboren in de buitenwijk St James in Kaapstad. Hij volgde middelbaar onderwijs aan het Diocesan College, Kaapstad en studeerde daarna rechten aan de Universiteit van Kaapstad (1947-1949). Aansluitend studeerde hij aan de Universiteit van Oxford (1949-1951, Master degree). Tijdens zijn studie was hij een succesvol first class cricketspeler voor Zuid-Afrikaanse universiteitsteams en het universiteitsteam van Oxford. Zijn broer, William Wiley (1931-1999), was eveneens student aan de Universiteit van Oxford en een succesvol cricketspeler. Na zijn studie was hij werkzaam als succesvol zakenman.

### Politieke loopbaan
Wiley werd bij de parlementsverkiezingen van 1966 voor de Verenigde Party (VP) in het parlement gekozen. Hij vertegenwoordigde het kiesdistrict Simonstad. In 1970 en 1974 werd hij herkozen. Wiley behoorde tot de uiterst rechtervleugel van de VP, stapte in 1974 uit de VP (en ging verder als onafhankelijk parlementslid) en bij het uiteenvallen van de VP sloot hij zich aan bij de Suid-Afrikaanse Party (SAP). In 1977 werd hij voor de SAP herkozen als parlementslid. In 1980 ging de SAP op in de Nasionale Party (NP), waarmee er een tussentijdse verkiezing werd uitgelokt. Wiley wist zijn zetel sussesvol te verdedigen tegen Eddie Barlow (een oud-cricketspeler) van de Progressive Federal Party (PFP).. In 1981 en 1984 werd hij herkozen.
Van 1982 tot 1984 was hij onderminister van Milieu en Visserij in het eerste kabinet-Botha, van 1984 tot 1986 minister van Milieu en Visserij en van 1986 tot 1987 minister van Milieu en Watervoorziening in het tweede kabinet-Botha. Hij was indertijd het enige Engelstalige kabinetslid.
John Wiley stond bekend als een hardliner, een tegenstander van buitenlandse bemoeienis in de Zuid-Afrikaanse politiek, in principe een voorstander van apartheid en een fel bestrijder van wat hij zag als de toenemende communistische invloed in zijn land. Tijdens de verkiezingscampagne van 1987 werd minister Wiley door president P.W. Botha en andere topfunctionarissen binnen de NP gezien als een troefkaart om voor de Nasionale Party stemmen binnen te halen onder Engelstalige blanke kiezers.

### Zelfmoord
Op 29 maart 1987 trof Wileys zoon Mark het ontzielde lichaam van zijn vader aan in diens woning in Vishoek, Kaapstad. Hij had zichzelf omgebracht met een kogel in het hoofd. Het is nooit opgehelderd wat hem tot zelfmoord dreef, men denkt aan financiële problemen of seksuele problemen.

## Familie
Zijn zoon Mark Wiley is Chief Whip voor de Democratische Alliantie (DA) in het parlement van West-Kaap.